# José Gurrola
José Jesús Gurrola Castro (ur. 15 kwietnia 1998 w Hermosillo) – meksykański piłkarz występujący na pozycji skrzydłowego.
Jego brat Alberto Gurrola również był piłkarzem.